# Eugen Baumgartner

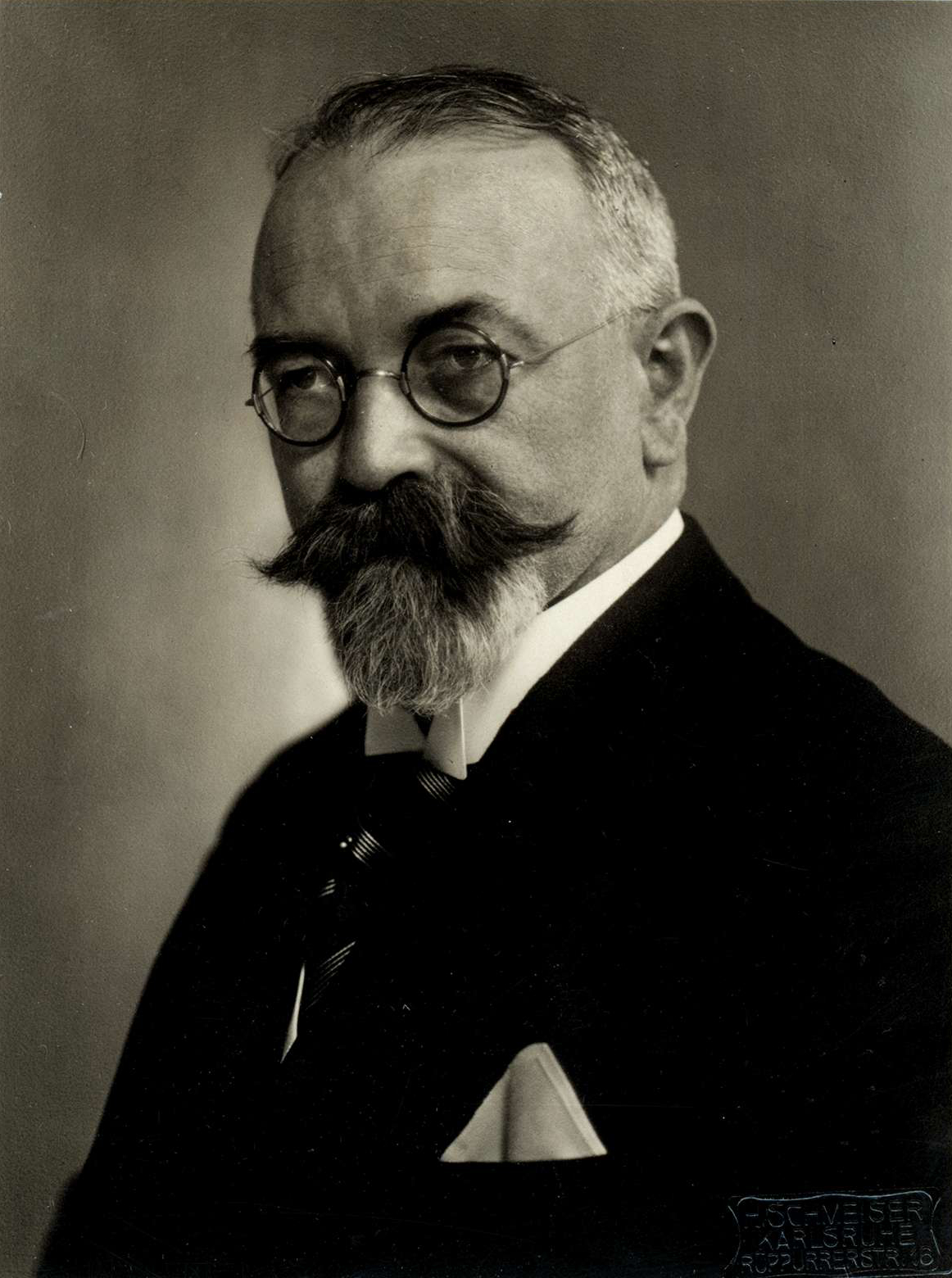
Eugen Baumgartner

Eugen Baumgartner (* 21. August 1879 in Freiburg im Breisgau; † 12. April 1944 ebenda) war ein deutscher Politiker (Zentrum). Er war Präsident des badischen Landtages von 1923 bis 1930 und Badischer Minister des Kultus und Unterrichts von 1931 bis 1933.

## Leben
Von 1898 bis 1903 studierte Eugen Baumgartner an der Universität Freiburg Geschichte und Rechtswissenschaften. 1901 promovierte er in Freiburg an der philosophischen Fakultät zum Dr. phil., 1907 an der rechts- und staatswissenschaftlichen Fakultät zum Dr. iur. Von 1903 bis 1908 war Baumgartner Lehramtspraktikant in Lörrach und Freiburg, von 1908 bis 1911 Gymnasialprofessor am Lehrerseminar in Ettlingen und von 1911 bis 1919 war er Kreisschulrat in Schopfheim und Emmendingen. 1919 wurde er Ministerialrat im Badischen Ministerium des Kultus und Unterrichts.
Seit 1920 und bis zur „Machtergreifung“ der Nationalsozialisten war Baumgartner Mitglied des Badischen Landtages für die Zentrumspartei. Von 1923 bis 1930 war Baumgartner Präsident des badischen Landtages. Baumgartner trat mit föderalistisch akzentuierten Denkschriften hervor. Von 1930 bis 1931 war er Präsident des badischen Rechnungshofes und erst Fraktionsvorsitzender und dann Parteivorsitzender des badischen Zentrums.
Der Höhepunkt seiner Karriere war 1931 die Ernennung zum Badischen Minister des Kultus und Unterrichts in der Landesregierung von Baden im Kabinett Kabinett Schmitt III. In dieser Zeit führte Baumgartner ein Konkordat zwischen dem Freistaat Baden und dem Heiligen Stuhl herbei, das so genannte Badische Konkordat vom 12. Oktober 1932. Am 5. August 1932 entzog er dem an der Universität Heidelberg lehrenden Statistiker Emil Gumbel die Lehrberechtigung wegen pazifistischer Äußerungen.  Am 11. März 1933 wurde durch Verordnung des Reichspräsidenten eine Kommissariats-Regierung eingesetzt und auch Baumgartner ersetzt.
Eugen Baumgartner war Mitglied der katholischen Studentenverbindung K.D.St.V. Wildenstein Freiburg im Breisgau im Cartellverband (CV). Er war maßgeblich am Aufbau der K.D.St.V. Ripuaria Freiburg im Breisgau beteiligt und war der erste Urripuare als Altherrensenior.

## Schriften
- Die neuhochdeutschen Adverbien auf -lings. Straßburg 1902 (Freiburg/Brsg. Phil. Dissertation 1901).
- Geschichte und Recht des Archidiakonates der oberrheinischen Bistümer mit Einschluß von Mainz und Würzburg (= Kirchenrechtliche Abhandlungen Heft 39). Stuttgart 1907 (Freiburg/Brsg. Jur. Dissertation 1906).
- Kurze Einführung in die Staatslehre. Herder, Freiburg 1921.
- Das Reich und die Länder. Denkschrift über den Ausgleich der Zuständigkeiten zwischen dem Reich und seinen Ländern in Gesetzgebung und Verwaltung. Badenia, Karlsruhe 1923.
- Pfarrkirche und Pfarrei St. Urban zu Freiburg-Herder in ihrer geschichtlichen und rechtlichen Entwicklung. In: Freiburger Diözesan-Archiv, Band 64, 1936, S. 133–208 und 65, 1937, S. 77–124 (Digitalisat Teil 1, Teil 2).